# Giulio Arrigoni
Giulio Arrigoni (Bergamo, 21 settembre 1806 – Lucca, 10 gennaio 1875) è stato un arcivescovo cattolico italiano.
Fu arcivescovo di Lucca dal 1850 alla sua morte.

## Biografia
Lasciò il seminario di Bergamo per entrare nell'Ordine dei frati minori, l'ottenendo ordinato sacerdote il 18 dicembre 1830 e nel 1840 lo troviamo predicatore a Bergamo.. Fu ordinato più volte superiore del suo convento.
Fu anche uno studioso di scienze ecclesiastiche. Il granduca di Toscana lo volle, nel 1845, professore di teologia nell'Università di Pisa, e quattro anni dopo, nel 1849 lo volle arcivescovo di Lucca, dove rimase fino alla morte, avvenuta nel 1875. La Gazzetta d'Italia lasciò scritto nella giorno della sua morte:
(Gazzetta d'Italia)
Venne sepolto nella cattedrale di Lucca, nella cripta sotto il presbiterio.

## Genealogia episcopale e successione apostolica
La genealogia episcopale è:
- Cardinale Scipione Rebiba
- Cardinale Giulio Antonio Santori
- Cardinale Girolamo Bernerio, O.P.
- Arcivescovo Galeazzo Sanvitale
- Cardinale Ludovico Ludovisi
- Cardinale Luigi Caetani
- Cardinale Ulderico Carpegna
- Cardinale Paluzzo Paluzzi Altieri degli Albertoni
- Papa Benedetto XIII
- Papa Benedetto XIV
- Papa Clemente XIII
- Cardinale Bernardino Giraud
- Cardinale Alessandro Mattei
- Cardinale Giovanni Francesco Falzacappa
- Arcivescovo Ferdinando Minucci
- Arcivescovo Giulio Arrigoni, O.F.M.Ref.

La successione apostolica è:
- Vescovo Paolo Giovanni Bertolozzi (1850)